# Enrico IV di Meclemburgo-Schwerin
Enrico IV di Meclemburgo-Schwerin (1417 – 9 marzo 1477) detto il grasso (in tedesco: Heinrich der Dicke), fu duca di Meclemburgo-Schwerin dal 1422 fino alla morte.

## Biografia
Enrico era figlio di Giovanni IV e della moglie Caterina di Sassonia-Lauenburg.
Alla morte del padre, avvenuta nel 1422, divenne duca di Meclemburgo-Schwerin insieme al fratello Giovanni V. Entrambi furono posti sotto la reggenza della madre.
Alla fine del suo regno, aveva già passato molte delle attività governative ai suoi figli.
Morì nel 1477 e venne sepolto nella cattedrale di Doberan.

## Matrimonio ed eredi
Enrico sposò nel 1432 Dorotea di Brandeburgo, figlia di Federico I di Brandeburgo. Da questo matrimonio nacquero quattro figli:
- Alberto VI (1438-1483);
- Giovanni VI (1439-1474);
- Magnus II (1441-1503);
- Baldassarre (1451-1507).

## Ascendenza
|                                     |                               |                                     | Genitori                           |  |  | Nonni |  |  | Bisnonni                  |  |  | Trisnonni                |  |
|                                     |                               |                                     |                                    |  |  |       |  |  | Alberto II di Meclemburgo |  |  | Enrico II di Meclemburgo |  |
|                                     |                               |                                     |                                    |  |  |       |  |  | Alberto II di Meclemburgo |  |  | Enrico II di Meclemburgo |  |
|                                     |                               | Anna di Sassonia-Wittenberg         |                                    |  |  |       |  |  | Alberto II di Meclemburgo |  |  |                          |  |
| Magnus I di Meclemburgo-Schwerin    |                               |                                     |                                    |  |  |       |  |  | Alberto II di Meclemburgo |  |  |                          |  |
|                                     |                               | Eufemia di Svezia                   | Erik Magnusson                     |  |  |       |  |  |                           |  |  |                          |  |
|                                     |                               | Eufemia di Svezia                   | Erik Magnusson                     |  |  |       |  |  |                           |  |  |                          |  |
|                                     |                               | Eufemia di Svezia                   | Ingeborg di Norvegia               |  |  |       |  |  |                           |  |  |                          |  |
| Giovanni IV di Meclemburgo-Schwerin |                               | Eufemia di Svezia                   |                                    |  |  |       |  |  |                           |  |  |                          |  |
|                                     |                               | Barnim IV di Pomerania              | …                                  |  |  |       |  |  |                           |  |  |                          |  |
|                                     |                               | Barnim IV di Pomerania              | …                                  |  |  |       |  |  |                           |  |  |                          |  |
|                                     |                               | Barnim IV di Pomerania              | …                                  |  |  |       |  |  |                           |  |  |                          |  |
| Elisabetta di Pomerania-Wolgast     |                               | Barnim IV di Pomerania              |                                    |  |  |       |  |  |                           |  |  |                          |  |
|                                     |                               | Sofia di Werle                      | …                                  |  |  |       |  |  |                           |  |  |                          |  |
|                                     |                               | Sofia di Werle                      | …                                  |  |  |       |  |  |                           |  |  |                          |  |
|                                     |                               | Sofia di Werle                      | …                                  |  |  |       |  |  |                           |  |  |                          |  |
| Enrico IV di Meclemburgo-Schwerin   |                               | Sofia di Werle                      |                                    |  |  |       |  |  |                           |  |  |                          |  |
|                                     | Eric II di Sassonia-Lauenburg | Eric I di Sassonia-Lauenburg        |                                    |  |  |       |  |  |                           |  |  |                          |  |
|                                     | Eric II di Sassonia-Lauenburg | Eric I di Sassonia-Lauenburg        |                                    |  |  |       |  |  |                           |  |  |                          |  |
|                                     | Eric II di Sassonia-Lauenburg | Elisabetta di Pomerania             |                                    |  |  |       |  |  |                           |  |  |                          |  |
| Eric IV di Sassonia-Lauenburg       | Eric II di Sassonia-Lauenburg |                                     |                                    |  |  |       |  |  |                           |  |  |                          |  |
|                                     |                               | Agnese di Schauenburg-Holstein-Plön | Giovanni III di Holstein-Plön      |  |  |       |  |  |                           |  |  |                          |  |
|                                     |                               | Agnese di Schauenburg-Holstein-Plön | Giovanni III di Holstein-Plön      |  |  |       |  |  |                           |  |  |                          |  |
|                                     |                               | Agnese di Schauenburg-Holstein-Plön | …                                  |  |  |       |  |  |                           |  |  |                          |  |
| Caterina di Sassonia-Lauenburg      |                               | Agnese di Schauenburg-Holstein-Plön |                                    |  |  |       |  |  |                           |  |  |                          |  |
|                                     |                               | Magnus II di Brunswick-Wolfenbüttel | Magnus I di Brunswick-Wolfenbüttel |  |  |       |  |  |                           |  |  |                          |  |
|                                     |                               | Magnus II di Brunswick-Wolfenbüttel | Magnus I di Brunswick-Wolfenbüttel |  |  |       |  |  |                           |  |  |                          |  |
|                                     |                               | Magnus II di Brunswick-Wolfenbüttel | Sofia di Brandeburgo               |  |  |       |  |  |                           |  |  |                          |  |
| Sofia di Brunswick-Wolfenbüttel     |                               | Magnus II di Brunswick-Wolfenbüttel |                                    |  |  |       |  |  |                           |  |  |                          |  |
|                                     |                               | Caterina di Anhalt-Bernburg         | Bernardo III di Anhalt-Bernburg    |  |  |       |  |  |                           |  |  |                          |  |
|                                     |                               | Caterina di Anhalt-Bernburg         | Bernardo III di Anhalt-Bernburg    |  |  |       |  |  |                           |  |  |                          |  |
|                                     |                               | Caterina di Anhalt-Bernburg         | …                                  |  |  |       |  |  |                           |  |  |                          |  |
|                                     |                               | Caterina di Anhalt-Bernburg         |                                    |  |  |       |  |  |                           |  |  |                          |  |